# Los Nevados (paroisse civile)
Pour les articles homonymes, voir Los Nevados.
Los Nevados est l'une des quinze paroisses civiles de la municipalité de Libertador dans l'État de Mérida au Venezuela. Sa capitale est Los Nevados.